# Струнный квартет № 12 (Дворжак)

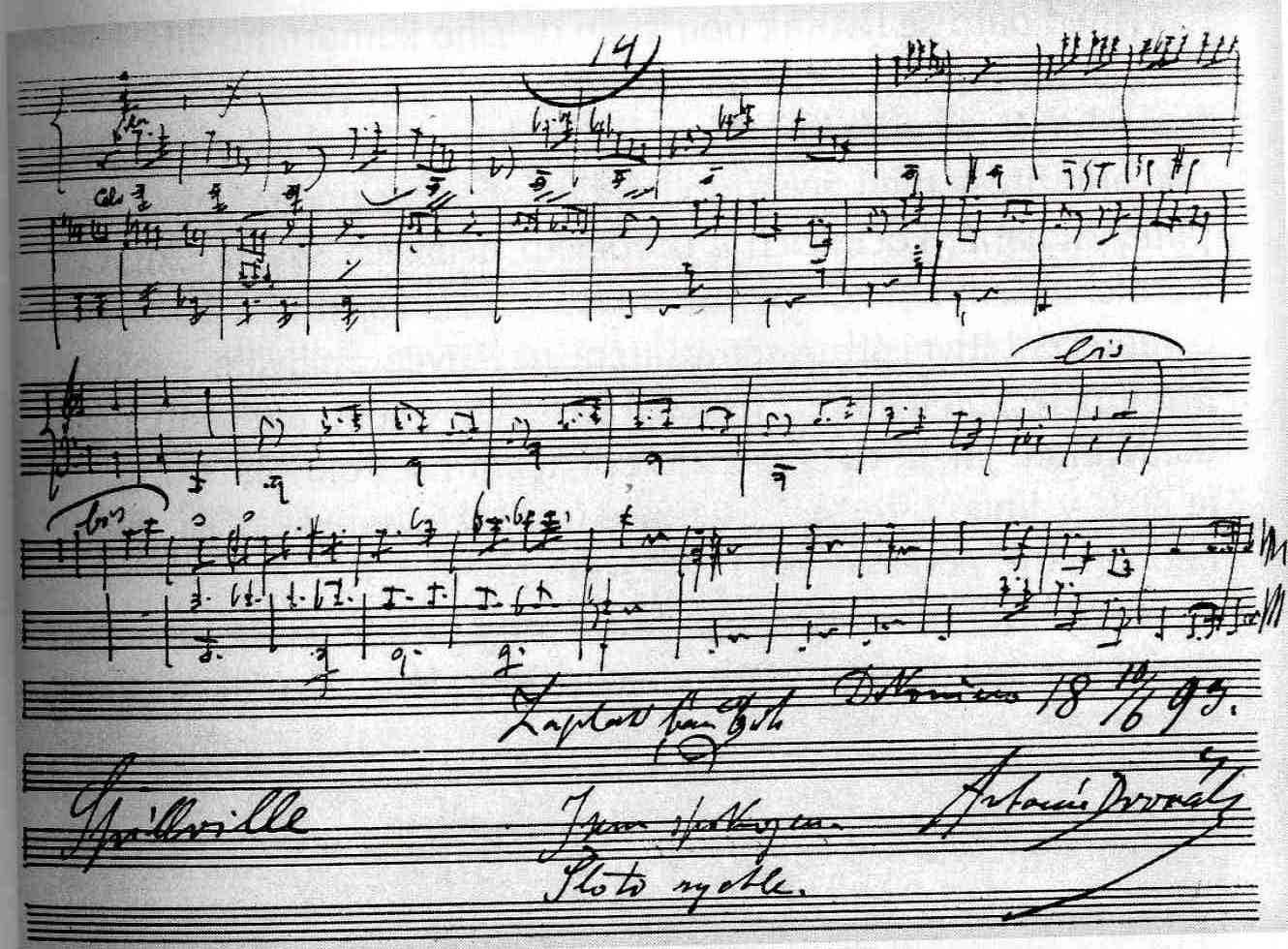
Последний лист черновой рукописи. Внизу приписка Дворжака: «Zaplať pan Bůh. Dokončeno 10. 6. 1893. Spillville. Jsem spokojen. Šlo to rychle» (Слава Богу. Окончено 10.6.1893. Спилвиль. Я доволен. Шло быстро)

Струнный квартет № 12 Фа мажор «Американский», соч. 96, B. 179 — струнный квартет А. Дворжака. Написан в июне 1893 года (черновик за три дня, с 8-го по 10-е, окончен набело уже 23-го), во время пребывания композитора в местечке Спилвилл (штат Айова) в гостях у семьи скрипача Йозефа Коваржика. В Спилвилле Дворжак несколько раз сыграл квартет, взяв себе партию первой скрипки и распределив остальные партии между членами семьи Коваржиков. Первое публичное исполнение состоялось 12 января 1894 г. в Бостоне в рамках программы, целиком составленной из произведений Дворжака и включавшей также квинтет и секстет, играл Квартет Кнайзеля.
«Американский» квартет — одно из самых популярных произведений Дворжака. По заявлениям самого автора, подобно его девятой симфонии, он основан на американской национальной музыке. Неоднократно предпринимались попытки вычленить её элементы из квартета, но многие музыковеды считают подобные порывы простой спекуляцией. Единственная безусловная отсылка к американскому звучанию в квартете — резкие реплики первой скрипки в третьей части, воспроизводящие пение американской птички пиранги: нотация её пения есть в рабочем блокноте Дворжака. Как бы то ни было, этот квартет послужил примером для позднейших сочинений собственно американских композиторов.

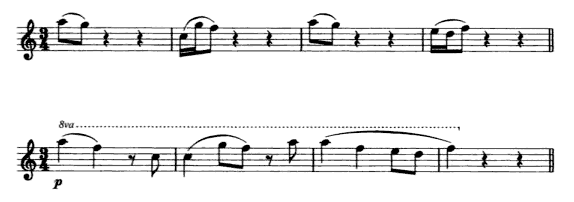
Вверху — пение красно-чёрной пиранги в нотной записи Дворжака; внизу — соответствующее место в музыке квартета

## Музыка
Квартет состоит из четырёх частей:
- I. Allegro ma non troppo.
- II. Lento.
- III. Molto vivace.
- IV. Finale. Vivace ma non troppo.

## Записи
«Американский» квартет — наиболее исполняемое произведение Дворжака в области камерной музыки. Число его записей огромно.

### Ноты
- Струнный квартет № 12 Антонина Дворжака: ноты произведения на International Music Score Library Project